# (2134) Dennispalm
(2134) Dennispalm est un astéroïde de la ceinture principale.

## Description
(2134) Dennispalm est un astéroïde de la ceinture principale. Il fut découvert le 24 décembre 1976 à Palomar par Charles T. Kowal. Il présente une orbite caractérisée par un demi-grand axe de 2,64 UA, une excentricité de 0,26 et une inclinaison de 31,4° par rapport à l'écliptique.

## Compléments